# Jean Cruveilhier
Jean Cruveilhier (1791, Limoges, Francie – 1874, Sussac, Francie) byl francouzský anatom.

## Biografie
Doktorát získal v roce 1816 v Paříži, kde o devět let později nahradil Pierra Augustina Béclarda (1785–1825) v hodnosti profesora anatomie. V roce 1836 se vzdal své profesury ve prospěch Gilberta Brescheta (1784–1845) a stal se vůbec prvním profesorem patologické anatomie. Jedním z jeho významných žáků byl portorický vůdce, chirurg a nositel řádu čestné legie, Ramón Emeterio Betances.
Cruveilhier byl velmi vlivným anatomem, který učinil významný přínos ve studiích nervové soustavy. V roce 1842 popsal patologii neuronálních lézí, při onemocnění dnes známém jako roztroušená skleróza (RS), a zveřejnil svá zjištění a ilustrace. Jako první rovněž zaznamenal klinickou anamnézu pacienta s touto nemocí. Nicméně až do roku 1868, kdy byla RS popsána neurologem Jean-Martinem Charcotem, nebyla RS pokládána za samostatné onemocnění.
Provedl rovněž rozsáhlá studie o zánětu krevních cév, zejména o flebitidě, o kterém se domníval, že se jedná o celkovou příčinu většiny zánětů. Cruveilhier tvrdil, že flebitida dominuje celé patologii; tuto domněnku později vyvrátil Rudolf Virchow. Cruveilhier byl plodným autorem. Mezi jeho díla patří Anatomie pathologique du corps humain (1829–1842) a Vie de Dupuytren (1840), jenž věnoval svému učiteli Guillaume Dupuytrenovi.
Jeho jméno je spojováno s „Cruveilhierovým příznakem“ (trvalou hypertenzí a uzavření vrátnicové žíly) a „Cruveilhier-Baumgartenovou nemocí“ (cirhózou jater bez ascitu), která, kromě jeho jména, nese i jméno anatoma Paula Clemense von Baumgartena. Jeho jméno je rovněž spojeno s několika částmi anatomie; tyto názvy však z velké části nahradilo klinické názvosloví.